# Giuseppe Leoni (illusionista)
Giuseppe Leoni (Parè, 5 aprile 1778 – ...) è stato un illusionista italiano.
Trasferitosi ancora giovane in Francia, divenne famoso per gli spettacoli in cui si esibiva come "uomo incombustibile", con numeri come far passare su braccia, gambe e lingua e tenere tra i denti ferri roventi, immergere mani e piedi nel piombo fuso, esporre alle fiamme braccia e volto, bere olio bollente, mettere in bocca piombo fuso, versare acido nitrico sulla pelle.
Tra la fine del 1807 e l'inizio del 1808, Leoni, già noto in Francia, presentò i suoi numeri in Italia, a Torino, Milano e Como, presentandosi con il cognome trasformato alla francese in "Lionnet".
In quegli anni Leoni conquistò una grande notorietà. In una lettera a Giuseppe Comparini, Alessandro Volta osservava, con rincrescimento, che gli spettacoli del "sedicente uomo incombustibile, che di presente trovasi a Milano," suscitavano "molto maggior ammirazione e stordimento" delle scoperte di Davy e di altri scienziati.
Di lui scrissero tra gli altri il naturalista Carlo Amoretti, l'erudito comasco Giambattista Giovio , il chimico napoletano Luigi Sementini.